# Phuntsok Tashi Takla

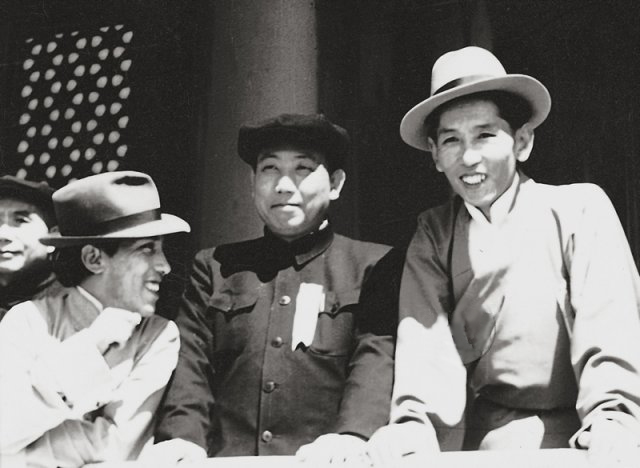
En 1951, de gauche à droite, Phuntsok Tashi Takla, et Ngabo Ngawang Jigme

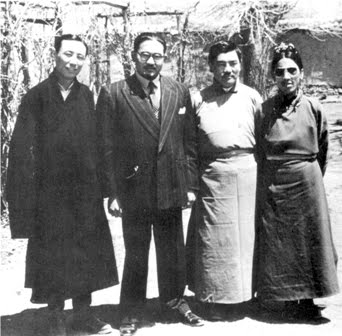
Lhamo Tsering, Sumal Sinha, Pemba Tsering, Phuntsok Tashi Takla, Lhassa 1952

Phuntsok Tashi Taklha (12 octobre 1922, Chong-tsé, République de Chine — 9 juin 1999 à Dharamsala, en Inde) (tibétain : ཕུན་ཚོགས་བཀྲ་ཤིས་སྟག་ལྷ, Wylie : phun tshogs bkra shis stag lha) était un homme politique tibétain,.

## Biographie
Il naquit le 12 octobre 1922 dans le village de Chong-tsé (ou Chungtze) près du monastère de Kumbum, dans le Xian de Huangzhong, province du Qinghai, alors en République de Chine.
Durant son enfance, il apprit le chinois à la petite école de son village. Puis il rejoignit l'école des minorités Bodh-Sog (tibéto-mongole) à Xining.
En 1937, il épousa Tsering Dolma, la sœur aînée du dalaï-lama.
En 1940, après la reconnaissance du dalaï-lama, il s'installa à Lhassa, capitale du Tibet. 
En 1942, avec Gyalo Dhondup, le frère aîné du dalaï-lama, il se rendit dans la province du Jiangsu où il approfondit le chinois et apprit l'anglais et les mathématiques à l'université des sciences politiques de Nankin.
En 1947, il commença à travailler pour le gouvernement tibétain en écoutant les émissions de radio chinoises et en informant des responsables du gouvernement.
En 1950, il fit partie de la délégation tibétaine en Inde qui rencontra le premier ministre indien Nehru.
Il fut attaché à la délégation envoyée pour négocier un accord en 1951 à Pékin et il en fut le traducteur officiel pour le gouvernement tibétain. 
En 1953, il fut le secrétaire du Bureau des Affaires étrangères du Tibet. 
En 1954, Takla est nommé Kusung Depon, chef de la garde de sécurité du dalaï-lama. A ce titre, il accompagne le dalaï-lama en Chine en 1954 et en Inde en 1956. Il assure cette fonction jusqu'en mars 1959. Après le soulèvement tibétain de 1959, il s'exila en Inde, et fut l'un des rares à accompagner le dalaï-lama dans sa fuite,.
En 1960, dans les débuts du gouvernement tibétain en exil, il fut président du ministère de la sécurité. 
En 1964, son épouse, Tsering Dolma, décéda. Il se remaria en 1967 avec Kesang Yangkyi Takla. 
En 1973, il fut nommé ministre de la sécurité.
En 1979, il fit partie de la première délégation envoyée par le dalaï-lama au Tibet. 
En 1982, Takla fut l'un des représentants du gouvernement tibétain en exil pendant les tentatives de négociations avec la Chine. Durant toute sa carrière au sein du gouvernement tibétain, Takla Phuntsok Tashi travailla à l'amélioration de la situation politique du Tibet.
Il assura au sein du gouvernement tibétain en exil diverses fonctions : Membre du Kashag (le cabinet ministériel) et ministre de la sécurité.
Il fit partie par la suite des délégations que le gouvernement tibétain en exil envoya en Chine pour tenter de négocier avec le gouvernement chinois en 1979, 1982 et 1984. Il se rendit à nouveau à Pékin en 1986.
Après sa retraite, il participa à de nombreuses conférences internationales sur l'histoire du Tibet et fut membre de la Commission des Peuples du Turkestan Oriental, de Mandchourie, de Mongolie et du Tibet".
En 1989, il s'installa à Londres où sa nouvelle épouse, Kesang Takla, était représentante du dalaï-lama.
Il décéda le 9 juin 1999 à Dharamsala, en Inde.

## Œuvres
- 1995 : Mi-tshe'i byung-ba brjod-pa, autobiographie en tibétain publiée par la Library of Tibetan Works and Archives, à Dharamsala.